# Yoandri Betanzos
Yoandri Betanzos Francis (Santiago de Cuba, 15 februari 1982) is een Cubaanse atleet, die is gespecialiseerd in het hink-stap-springen.
Met een persoonlijk record van 17,63 m staat hij vierde op de lijst van beste Cubaanse hink-stap-springers aller tijden achter Yoelbi Quesada, Lázaro Betancourt en Aliecer Urrutia (peildatum 1 oktober 2009).

## Biografie
Betanzos komt uit een gezin bestaande uit van drie kinderen. Zijn vader Alvaro was een bokser en zijn moeder Amarilis is een voormalig sprintster. Ook zijn jongere broer is ook een sprinter. Als kind deed hij in eerste instantie ook aan boksen, maar op negenjarige leeftijd stapte hij over op atletiek. Hij begon met hoogspringen en als relatief klein persoon behaalde hij een persoonlijk record van 1,96 m. Op advies van zijn trainer maakte hij zijn overstap op de hink-stap-sprong. Met een sprong van 14,96 m veroverde hij zijn plaats in de nationale junioren selectie. Onder leiding van zijn nieuwe trainer verbeterde hij zijn persoonlijk record naar 15,94 m. Later in zijn sportcarrière zou hij dit met ruim 1,5 m verbeteren.
Zijn eerste internationale medaille behaalde hij in 1999 toen hij het zilver won op de eerste wereldjeugdkampioenschappen (onder 18 jaar) in Bydgoszcz. Een jaar later behaalde hij wederom zilver op het WK junioren in Santiago. In 2003 won hij het onderdeel hink-stap-springen op de Pan-Amerikaanse Spelen en versloeg hierbij de Braziliaan Jadel Gregório en zijn landgenoot Yoelbi Quesada. Op het WK in Parijs won hij het zilver achter de Zweed Christian Olsson.
In 2004 won hij de Ibero-Amerikaanse kampioenschappen en miste met een vierde plaats net de medailles op de Olympische Spelen van Athene in 2004. Op het WK in 2005 in Helsinki won hij het zilver achter de Amerikaan Walter Davis.
Betanzos won de wereldatletiekfinale in 2005, 2006 en 2007. Op het WK in Osaka kwalificeerde hij zich met 16,54 m niet voor de finale.

## Titels
- Ibero-Amerikaanse kampioen hink-stap-springen - 2005
- Cubaans kampioen hink-stap-springen - 2002, 2003, 2004, 2005, 2006
- Pan-Amerikaanse junioren kampioen hink-stap-springen - 2001

## Persoonlijke records
| Onderdeel                    | Prestatie | Datum         | Plaats |
| ---------------------------- | --------- | ------------- | ------ |
| hink-stap-springen (outdoor) | 17,65 m   | 25 april 2009 | Havana |
| hink-stap-springen (indoor)  | 17,69m    | 14 maart 2010 | Doha   |

## Palmares
- 1999:  Wereld jeugd kampioenschappen - 15,83 m
- 2000:  WK junioren - 16,34 m
- 2001:  Ibero-Amerikaanse kampioenschappen - 16,64 m
- 2001:  Pan-Amerikaanse jeugdkampioenschappen - 16,47 m
- 2003:  Pan-Amerikaanse Spelen - 17,26 m
- 2003:  WK - 17,28 m
- 2004:  WK indoor - 17,36 m
- 2004: 4e OS - 17,47 m
- 2005:  Ibero-Amerikaanse kampioenschappen - 17,33
- 2005:  WK - 17,42 m
- 2005:  Wereldatletiekfinale - 17,46 m
- 2006:  WK indoor - 17,42 m
- 2006:  Wereldatletiekfinale - 17,29 m